# Sodalita
La sodalita és un mineral de la classe dels silicats (tectosilicats), que pertany i dona nom al grup de la sodalita. Rep el seu nom de la seva composició química basada en el sodi.

## Característiques
La sodalita és un silicat que cristal·litza en el sistema cúbic, formant rarament cristalls dodecahedrals i presentant-se comunament de manera massiva i en forma de masses amorfes i opaques. El que més crida l'atenció de la sodalita és la bella coloració que presenta en algunes ocasions. Aquesta sol ser, generalment, de tons blaus o lila clar, i aquests exemplars són els més apreciats pels col·leccionistes. També és possible trobar sodalita de color blanc, gris o verd, el que incrementa el seu valor col·leccionista al poder disposar de mostres variades del mateix mineral. Més enllà del seu color, els exemplars més espectaculars de sodalita són els que apareixen en forma de cristalls dodecahedrals, molt rars. La seva transparència és variable. aconsegueixen efectes d'innegable bellesa.
Segons la classificació de Nickel-Strunz, la sodalita pertany a «09.FB - Tectosilicats sense H₂O zeolítica amb anions addicionals» juntament amb els següents minerals: afghanita, bystrita, cancrinita, cancrisilita, davyna, franzinita, giuseppettita, hidroxicancrinita, liottita, microsommita, pitiglianoïta, quadridavyna, sacrofanita, tounkita, vishnevita, marinellita, farneseïta, alloriïta, fantappieïta, cianoxalita, balliranoïta, carbobystrita, depmeierita, kircherita, bicchulita, danalita, genthelvita, haüyna, helvina, kamaishilita, lazurita, noseana, tsaregorodtsevita, tugtupita, marialita, meionita i silvialita.

## Formació i jaciments
Es troba típicament en forma massiva, farcint filons en les roques ígnies plutòniques com sienites. S'associa amb altres minerals típics d'entorns infrasaturats, és a dir, leucita, cancrinita i natrolita. Altres minerals associats inclouen nefelina, andradita titànica, aegirina, microclina, sanidina, albita, calcita, fluorita, barita i ankerita.

## Varietats

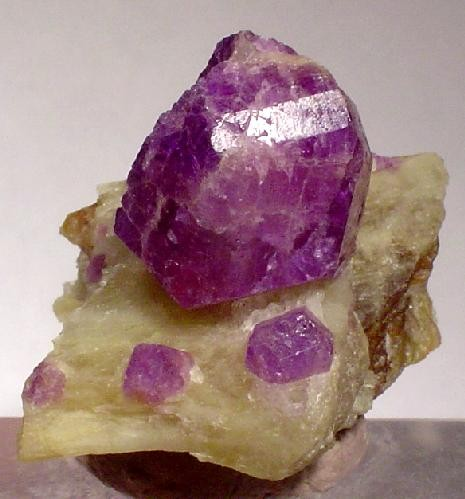
Hackmanita, varietat de sodalita

- El germanat-sodalita és una sodalita artificial amb germani en lloc de silici.[4]
- La hackmanita és una varietat amb la mateixa composició química que la sodalita però en què, a més, intervé el sofre. Es va descobrir en una mina de la vall de Tawa, a la península de Kola, Rússia, i que posteriorment se n'ha trobat en altres localitats de l'Afganistan, Canadà, Groenlàndia, Guinea, Bolívia i els Estats Units.[5]
- La molibdosodalita és una varietat de sodalita que conté òxid de molibdè.[6]

## Grup de la sodalita
El grup de la sodalita està integrat per sis espècies minerals. A diferència de l'haüyna i la noseana, dos integrants d'aquest grup, la sodalita és virtualment lliure de CO₂. El grup sodalita ha estat recentment considerat com a part del grup cancrinita, sent tots dos aluminosilicats. La berzelina, una varietat blanca d'haüyna, també s'inclou a dins d'aquest grup. La ye'elimita (Ca₄Al₆(SO₄)O₁₂) és una espècie mineral estructuralment relacionada amb aquest grup, tot i que no hi pertany.
| Espècie           | Fórmula                               |
| ----------------- | ------------------------------------- |
| Haüyna            | (Na,Ca)4-8(Al₆Si₆O24)(SO₄,S,Cl)1-2    |
| Latzurita         | Na₆Ca₂(Al₆Si₆O24)(SO₄,S,S₂,S₃,Cl,OH)₂ |
| Noseana           | Na₈(Al₆Si₆O24)(SO₄)·H₂O               |
| Sodalita          | Na₈(Al₆Si₆O24)Cl₂                     |
| Tsaregorodtsevita | (N(CH₃)₄)(AlSi₅O₁₂)                   |
| Vladimirivanovita | Na₆Ca₂(Al₆Si₆O24)(SO₄,S₃,S₂,Cl)₂·H₂O  |

El grup helvina és considerat un subgrup del grup sodalita. El grup helvina són berilosilicats amb beril·li jugant el paper que fa l'alumini en el grup sodalita, i està integrat per la danalita, la genthelvita, la helvina i la tugtupita.